# دول (كورنوال)
دول (بالإنجليزية: Duloe, Cornwall)‏ هي قرية وأبرشية مدنية تقع في المملكة المتحدة في إنجلترا. يقدر عدد سكانها بـ 704 نسمة .